# Molniya-M
El Molniya-M (en ruso: Молния, «relámpago»), designación 8K78M, era un cohete portador ruso (previamente soviético) derivado del R-7 Semyorka ICBM.
El refuerzo original 8K78 había sido el producto de un programa de desarrollo apresurado y su récord de lanzamiento no fue mejor que el refuerzo 8K72 Luna de 1958-60. Cuando finalizó 1962, hubo 12 lanzamientos de 8K78, 10 de los cuales fallaron (cinco fallas de Blok L, cuatro fallas de Blok I y una falla causada por la etapa central de Blok A). Los dos lanzamientos exitosos hicieron que sus sondas (Venera 1 y Mars 1) fallaran en el camino hacia sus respectivos objetivos planetarios. Como tal, el trabajo comenzó en la Oficina de Koroliov para mejorar el vehículo básico 8K78. Los motores de núcleo y correas se mejoraron aún más y la Oficina de Kosberg rediseñó por completo la etapa Blok I. El motor Blok L también se mejoró ligeramente. Los primeros seis 8K78Ms construyeron motores RD-108 usados en la etapa Blok I, que también se usó en los dos amplificadores Voskhod tripulados, todos los posteriores 8K78M con motores RD-110 que se compartieron con el refuerzo Soyuz.
El 8K78M se lanzó por primera vez en 1964; sin embargo, el inventario existente de 8K78s no se había agotado todavía y continuaron volando hasta 1967. Durante 1967, la etapa central mejorada y las correas de la Soyuz 11A57 se adoptaron y se hicieron estándar en todos los vehículos basados en R-7. Hizo 297 lanzamientos y experimentó 21 fallas. No hubo fallas de 8K78M causadas por el núcleo y las correas, y después de 1968, todas las fallas fueron causadas por la etapa Blok L hasta 2005, cuando uno de los últimos amplificadores sufrió una falla en el motor Blok I. El vuelo final de un Molniya-M lanzó un satélite de alerta temprana Oko desde Plesetsk el 30 de septiembre de 2010 a pesar de cierta aprensión de que el vehículo de lanzamiento, fabricado en 2005, había excedido su vida de almacenamiento. Será reemplazado por Soyuz-2/Fregat.
Aunque originalmente se desarrolló para sondas planetarias, aquellas se habían cambiado al amplificador de protones más grande en la década de 1970 debido al aumento de la masa y la complejidad. Durante la mayor parte de su vida útil, el Molniya-M se utilizó para lanzar su homónimo Molniya y también los satélites Oko en órbitas Molniya, órbitas de alta excentricidad que permiten a los satélites extenderse sobre las regiones polares.

## Variantes
Hubo cuatro variantes principales del Molniya-M, que variaron en términos de su etapa superior. Originalmente, se usó la etapa Block L; sin embargo, las versiones mejoradas reemplazaron esto con etapas más potentes o especializadas para diferentes misiones. El Molniya-M/2BL, usado para lanzar la nave espacial de defensa antimisiles Oko, tenía una etapa superior de bloque 2BL, la Molniya-M/ML tenía una etapa superior de bloque ML, y la Molniya-M/SO-L tenía un bloque SO-L escenario.

## Retiro
El Molniya-M/ML estaba programado para ser la última variante para volar, con dos lanzamientos de la nave espacial Molniya programados para ocurrir en 2008; sin embargo, fueron cancelados a la luz de la falla de lanzamiento en 2005, a favor de la nave espacial Meridian. Se creía que el Molniya-M había sido retirado el 23 de octubre de 2007 después de lanzar una nave espacial Oko; sin embargo, más tarde resultó ser incorrecto, cuando se utilizó un Molniya-M para lanzar otro satélite Oko el 2 de diciembre de 2008. Tras un lanzamiento el 30 de septiembre de 2010, las Fuerzas Espaciales Rusas confirmaron que había sido retirado del servicio.